# Marcelle Soares-Santos
Marcelle Soares-Santos é uma física brasileira. 
Professora na Universidade Brandeis, é pesquisadora no Fermi National Accelerator Laboratory, em Batavia, próximo a Chicago. Sua pesquisa foca nas características de ondas gravitacionais e na energia escura.

## Biografia
Marcele nasceu em Vitória, em 1983. Em 1985, sua família mudou-se para Parauapebas, na Serra dos Carajás, no Pará. Graduou-se em física pela Universidade Federal do Espírito Santo (Ufes) em 2004, e deu início à pós-graduação, com mestrado e doutorado em astronomia pela Universidade de São Paulo (USP). Defendeu o doutorado em 2010.
Em 2019, foi reconhecida pela Fundação Alfred P. Sloan como uma das melhores jovens cientistas na ativa e parte da "vanguarda da ciência do século XXI".